# 前衛

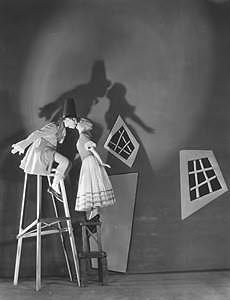
1927年Robert Florey的先锋派短片《The Love of Zero》的宣传照。

先锋派（法語：avant-garde）是指在艺术、文化或社会方面具有实验性、激进性或非正统性的人或作品，常常以作品的审美创新和初期难以被社会大众接受为特征。
先锋派在文化领域突破了各种传统规范，被很多人认为是现代主义的重要标志。许多艺术家参与进先锋派当中并持续下去，从达达主义到情景主义，再到后现代艺术家，如1981年左右的语言诗派。
先锋派还在推动激进的社会改革。奥林德·罗德里格斯在其论文《艺术家、学者和工业》（The artist, the scientist and the industrialist）中提出了这一点。这篇文章包含了“先锋派”在现代语境下的首次使用；在那里，罗德里格斯呼吁艺术家“充当（人民的）先锋”，坚信“艺术的力量一定是社会、政治和经济改革最直接、最快的方式”。

## 含义
前衛已被接受為規範藝術、文化、現實界線向前推進，由於前衛的心靈相信事物只會在現實的前沿（leading edge of reality）產生。
軍隊的先鋒是一小批高度訓練的士兵，探索大片地域並且計畫軍隊的行進方向。這個意義幾近於近代小群的知識份子與藝術家所達致的工作，開創新的文化或政治領域並且給予社會指導。由於軍事術語的暗示意義，有些人認為前衛即是菁英主義，尤其當它用來形容文化運動時。
因此，前衛的音樂即是指涉即興音樂的極端形式，由此他們並不在乎既存的和聲結構或是節奏等等的知識。
這個用詞也用來指涉社會進步和重塑的促進，各個運動的不同目標發佈為公眾宣示的表現，稱作「宣言」（manifestos）——最有名的例子是《共產黨宣言》。隨著時間推移，前衛逐漸與「為藝術而藝術」的運動連結在一起，主要的目標在擴展美學經驗的新領域，而不是社會重造的運動。
此一法國術語在藝術上的使用始於1863年5月17日巴黎「落選者沙龍」開幕。此一組織的組成者是那些畫作被年度巴黎沙龍退回的畫家們。之後這個活動又分別在1874年、1875年和1886年舉辦。在十九世紀後期至二十世紀中葉，“前衛”是一種在藝術、建築、態度與想法上，與既有典範背道而馳的原創與實驗。
由於一些建議，前衛藝術應該包括街頭藝術，例如塗鴉藝術或是任何一種把藝術前緣往前推的運動。應注意的是前衛不只是一種藝術風格，像是超現實主義或立體主義等詞，它也不等於當代發生的任何事件。

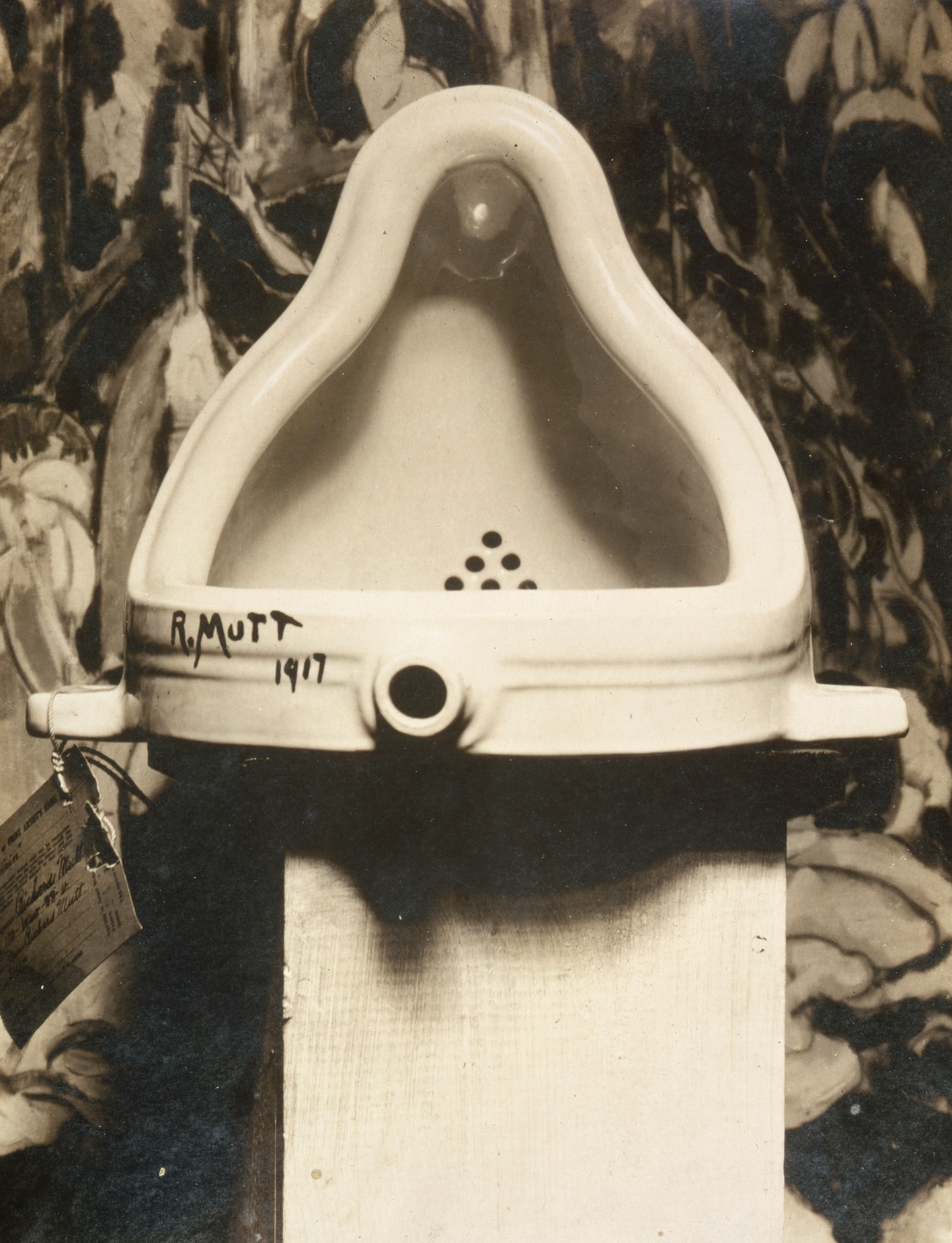
馬塞爾·杜象的《噴泉》，1917年由阿尔弗雷德·斯蒂格里茨拍摄

例如：馬塞爾·杜象的《噴泉》也許在當時是前衛的，今日假使有人重新舉行這一創作，即不屬前衛，因為已有了前例。因而前衛一詞的涵意通常是暫時的，並且與藝術的持續解構有關。它可以用來指所有領域的先行者。無論如何，杜象創作這一行為仍維持前衛的，因為他推動藝術並且開啟了和藝術自我定義的新對話。

## 關聯
前衛與藝術相關主要因為除去這些運動，藝術本身會變得迂腐而沒有活力，並且僅僅會是一項手藝，不斷的重複歷史的風格與手法。這個詞最常被用於視覺藝術、時尚、電影、和文學，但也同樣用於音樂、烹飪、政治或文化的知識份子或新方法。

## 前衛藝術運動
- 抽象表現主義
- CoBrA
- 建構主義
- 立體主義
- 達達主義
- 道格瑪95
- 表現主義
- 未來主義
- 激浪派
- 印象主義
- Incoherents
- Lettrisme
- Mail art
- 現代主義
- 标新主义
- No Wave
- 原始主義
- 自由爵士乐
- 普普藝術
- 情境主义国际
- 社會現實主義
- Spart
- 超現實主義
- 觀念藝術
- 拼貼畫

## 前衛的其他領域
- 實驗電影
- 實驗音樂
- 實驗劇場
- 時代精神
- Molecular gastronomy
- Demoscene

## 外部連結
- cinema avant garde （页面存档备份，存于） (en, fr, es, de)
- Iranian Avant Garde Media （页面存档备份，存于） Iranian Underground Art Community